# Charles-Paul Marin de la Malgue
 (juillet 2025).
Charles-Paul Marin de la Malgue, (né en 1633, décédé le 14 avril 1713), était officier dans les troupes coloniales. La première mention de ses activités militaires est en 1682, lorsqu'il partit pour le Fort Frontenac pour enquêter sur la mort d'un membre éminent de la tribu des Senecas. En 1688, il fut libéré de ses fonctions pour retourner en France, pays de ses origines. 
Il retourna au Canada, reprit ses activités militaires, et se maria avec Catherine Niquet en 1691. Ils eurent six enfants dont quatre ont survécu jusqu'à l'âge adulte, le plus vieux étant Paul Marin de la Malgue. Le gouverneur Louis de Buade de Frontenac demanda à Charles-Paul d'attaquer le Fort Nelson, un poste de traite à l'embouchure du fleuve Nelson, avec Pierre Le Moyne d'Iberville. L'attaque fut annulée par manque de navires adéquats. Il fut aussi mentionné comme récipiendaire de l'ordre de Saint-Louis, mais cela n'apparaît pas dans les registres officiels.[pas clair]